# Contrecoeur
Contrecoeur é uma cidade localizada na província de Quebec no Canadá.